# Frozen River
Frozen River es una película estadounidense de 2008 escrita y dirigida por Courtney Hunt. Está protagonizada por Melissa Leo y Misty Upham, quienes interpretan a dos mujeres que deciden cruzar inmigrantes ilegales de Canadá a Estados Unidos.
Se estrenó el 18 de enero de 2008 en el Festival de Cine de Sundance.

## Sinopsis
Ray Eddie vive en un pequeño pueblo situado junto a una reserva Mohawk, cerca de la frontera entre el Estado de Nueva York y Quebec. Su marido, un ludópata empedernido, ha huido con el dinero destinado a comprar la casa de sus sueños, dejándola arruinada y sola con sus dos hijos. En esas circunstancias conoce a Lila Littlewolf, una chica de la reserva con la que termina asociándose para pasar inmigrantes de Canadá a Estados Unidos conduciendo sobre las aguas heladas del río San Lorenzo.

## Premios
| Fecha                     | Premio                                      | Categoría                     | Receptor(es)                                            | Resultado |
| ------------------------- | ------------------------------------------- | ----------------------------- | ------------------------------------------------------- | --------- |
| Febrero de 2009           | Premios Óscar                               | Mejor guion original          | Courtney Hunt                                           | Nominada  |
| Febrero de 2009           | Premios Óscar                               | Mejor actriz principal        | Melissa Leo                                             | Nominada  |
| Noviembre de 2008         | American Indian Film Festival               | Mejor actriz de reparto       | Misty Upham                                             | Ganadora  |
| Enero de 2009             | Broadcast Film Critics Association          | Mejor actriz                  | Melissa Leo                                             | Nominada  |
| Enero de 2009             | Central Ohio Film Critics Association       | Mejor actriz                  | Melissa Leo                                             | Ganadora  |
| Enero de 2009             | Central Ohio Film Critics Association       | Artista revelación            | Melissa Leo                                             | Ganadora  |
| 2008                      | Chicago Film Critics Association            | Mejor actriz                  | Melissa Leo                                             | Nominada  |
| 2008                      | Chicago Film Critics Association            | Director más prometedor       | Courtney Hunt                                           | Nominada  |
| Diciembre de 2008         | Florida Film Critics Circle                 | Mejor actriz                  | Melissa Leo                                             | Ganadora  |
| Octubre-noviembre de 2008 | Cinéma Tous Ecrans                          | Premio FIPRESCI               | Courtney Hunt                                           | Ganadora  |
| Diciembre de 2008         | Premios Gotham                              | Mejor película                | Courtney Hunt Chip Hourihan Heather Rae                 | Ganadores |
| Diciembre de 2008         | Premios Gotham                              | Actor revelación              | Melissa Leo                                             | Ganadora  |
| Febrero de 2009           | Independent Spirit                          | Mejor película                | Chip Hourihan Heather Rae                               | Nominada  |
| Febrero de 2009           | Independent Spirit                          | Mejor director                | Courtney Hunt                                           | Nominada  |
| Febrero de 2009           | Independent Spirit                          | Mejor primer guion            | Courtney Hunt                                           | Nominada  |
| Febrero de 2009           | Independent Spirit                          | Mejor actriz principal        | Melissa Leo                                             | Ganadora  |
| Febrero de 2009           | Independent Spirit                          | Mejor actriz de reparto       | Misty Upham                                             | Nominada  |
| Febrero de 2009           | Independent Spirit                          | Mejor actor de reparto        | Charlie McDermott                                       | Nominado  |
| Febrero de 2009           | Independent Spirit                          | Premio a la producción        | Heather Rae (también por Ibid)                          | Ganadora  |
| Noviembre de 2008         | Festival International du Film de Marrakech | Estrella de Oro               | Courtney Hunt                                           | Nominada  |
| Noviembre de 2008         | Festival International du Film de Marrakech | Mejor interpretación femenina | Melissa Leo                                             | Ganadora  |
| 2008                      | National Board of Review                    | Mejor debut en la dirección   | Courtney Hunt                                           | Ganadora  |
| 2008                      | National Board of Review                    | Premio Spotlight              | Melissa Leo (junto con Richard Jenkins por The Visitor) | Ganadora  |